# Кіяс
Кія́с — чоловіче ім'я арабського походження (قِيَاسٌ), що використовується в мусульманських народах, найчастіше в тюркських — татари. Ім'я означає зіставлення, порівняння, приклад, зразок, опора, підтримка, допомога, що в свою чергу походить від киясу.
В Татарстані часто використовується діалектний варіант — Кіяз. Від імені утворено прізвище Кіясов, Кіясова.

## Носії
- Кіяс Меджидов — лезгинський письменник, автор відомих в Дагестані повістей, оповідань та п'єс, багато з яких перекладені російською мовою[5]
- Г'ю Кіяс-Берн — індійський кіноактор, що знімався у фільмах з 1974 по 2011 роки, в основному — пригодницьких, драмах та бойовиках[6]

## В географічних назвах
- село Кіясово, Кіясовський район, Удмуртія
- присілок Кіясово, Ступінський район, Московська область
- присілок Мале Кіясово, Кіясовський район, Удмуртія
- присілок Унур-Кіясово, Кіясовський район, Удмуртія